# Epinecrophylla ornata
El hormiguerito ornado (Epinecrophylla ornata), también denominado hormiguerito adornado (en Ecuador y Perú), hormiguerito barbado (en Colombia) u hormiguerito adornado occidental, es una especie de ave paseriforme de la familia Thamnophilidae perteneciente al género Epinecrophylla . Es nativo de América del Sur.

## Distribución y hábitat
Se distribuye desde el centro de Colombia, este de Ecuador hasta el norte de Perú y desde el centro este de Perú hasta el norte de Bolivia, hacia el este por el sur de la Amazonia brasileña.
Esta especie es considerada localmente bastante común en su hábitat natural: el sotobosque de selvas húmedas, donde prefiere enmarañados de enredaderas en árboles caídos y bambuzales, hasta los 1200 m de altitud.

## Sistemática

### Descripción original
La especie E. ornata fue descrita por primera vez por el ornitólogo británico Philip Lutley Sclater en 1853 bajo el nombre científico Formicivora ornata; localidad tipo «Bogotá trade skin, Colombia».

### Etimología
El nombre genérico femenino «Epinecrophylla» proviene del griego «epi»: sobre, «nekros»: muerto, y «phullon»: hoja; significando «sobre hojas muertas», reflejando la fuerte predilección de las especies de este género por buscar insectos en hojas muertas colgantes; y el nombre de la especie «ornata», del latín «ornatus»: adornada, decorada.

### Taxonomía
Diversos autores sugirieron que el género Myrmotherula no era monofilético, uno de los grupos que fueron identificados como diferente del Myrmotherula verdadero fue el grupo de garganta punteada o haematonota, cuyos miembros comparten similitudes de plumaje, de hábitos de alimentación y de vocalización. Finalmente, análisis filogenéticos de la familia conducidos por Isler et al. (2006), incluyendo 6 especies del grupo haematonota y más 12 de Myrmotherula, encontraron que los dos grupos no estaban hermanados. Para aquel grupo fue descrito el género Epinecrophylla. La separación en el nuevo género fue aprobada por la Propuesta N.º 275 al South American Classification Committee (SACC) en mayo de 2007.
Las formas meridionalis y atrogularis se distinguen porque no poseen la mancha dorsal de color castaño y por el color rufo bronzeado de las hembras, pero las diferencias vocales son débiles. La validad de las subespecies y las zonas de distribución son inciertas; saturata puede no ser diagnosticable en relación con la nominal, y no está claro si meridionalis y atrogularis intergradan. La identidad de las población de dorso rufo cerca de la base de los Andes en el centro sur de Perú (Cuzco) es imprecisa. Son necesarios más estudios.
Algunos autores recientes consideran al taxón hoffmannsi, del sureste de la Amazonia brasileña, como especie separada: Epinecrophylla hoffmannsi, con base en varias diferencias morfológicas tanto del macho como de la hembra y a ligeras diferencias de vocalización.

### Subespecies
Según la clasificación del Congreso Ornitológico Internacional (IOC) (Versión 7.2, 2017) y Clements Checklist v.2016, se reconocen 5 subespecies, con su correspondiente distribución geográfica:
- Epinecrophylla ornata ornata (Sclater, 1853) - piedemontes de los Andes en la zona central de Colombia (Meta).
- Epinecrophylla ornata saturata (Chapman, 1923) - centro sur de Colombia (este de Nariño, este de Cauca, Putumayo), este de Ecuador y noreste de Perú (al norte del río Marañón, oeste del río Napo).
- Epinecrophylla ornata atrogularis (Taczanowski, 1874) - centro este de Perú (San Martín al sur hasta Ayacucho y Cuzco, al este hasta Ucayali) y extremo suroeste de la Amazonia brasileña (extremo suroeste de Amazonas, oeste de Acre).
- Epinecrophylla ornata meridionalis (Zimmer, JT, 1932) - sureste de Perú (Madre de Dios, Puno), adyacencias de Brasil (Acre) y noroeste de Bolivia (Pando, La Paz, Cochabamba).
- Epinecrophylla ornata hoffmannsi (Hellmayr, 1906) - sureste de la amazonía brasileña al este del río Madeira (en el este de Rondônia, oeste y norte de Mato Grosso, y Pará al oeste del río Tocantins).[11]